# Wight Converted Seaplane
Wight Converted Seaplane var ett brittiskt flygplan som togs fram för att spana och för att bomba ubåtar under första världskriget.
Flygplanet var en vidareutveckling av J. Samuel White & Company mindre lyckade konstruktion Wight Bomber. Flygplanet var dubbeldäckat med olika spännvidd på övre och undre vingpar. Vingarna var uppbyggda runt träbalkar och spryglar som kläddes med duk. Skevrodren som var monterade på övre vingen bestod av en dukklädd ram. Flygplanskroppen tillverkades i en fackverkkonstruktion som kläddes med faner och duk. Som kraftkälla valdes en Rolls-Royce Eagle IV motor som drev en fyrbladig dragande propeller. Senare modeller kom även att förses med 265 hk Sunbeam Maori motorer när Rolls-Royce drabbades av leveransproblem. Från flygplanskroppens undersida löpte ett par stöttor ner till flottörerna och dessutom fanns en flottör monterad under fenan för att avlasta stjärtpartiet. För att förhindra att den undre vingen skar ner i vattnet under färd på vattnet monterades små flottörer på vingspetsarna. Flygplanskroppen var försedd med två sittbrunnar bakom den övre vingen, med piloten i den främre och skytten i den bakre. Royal Naval Air Service beställde 50 flygplan, men endast 37 flygplan levererades. När freden kom fanns sju flygplan kvar i tjänst inom Royal Air Force.   
De första flygplanen levererades till Royal Naval Air Service 1917 som placerade ut dem på baser i Calshot, Dover, Portland och Cherbourg. Ett flygplan från Cherbourg sänkte den tyska ubåten UB-32 med en direktträff 18 augusti 1917 i Engelska kanalen. 